# Eurois roseovirgata
Eurois roseovirgata là một loài bướm đêm trong họ Noctuidae.